# Riarrangiamento di Curtius
Il riarrangiamento di Curtius  (o reazione di Curtius o degradazione di Curtius), descritta per la prima volta da Theodor Curtius nel 1885, è una decomposizione termica di un azoturo acilico, che attraverso la perdita di azoto gassoso forma un isocianato. L'isocianato formatosi può essere attaccato da vari tipi di nucleofili come acqua, alcoli e ammine, ottenendo rispettivamente un'ammina primaria, un carbammato o un derivato dell'urea. Su questa reazione sono stati effettuati parecchi studi al fine di comprenderne il meccanismo.

## Preparazione dell'azoturo acilico

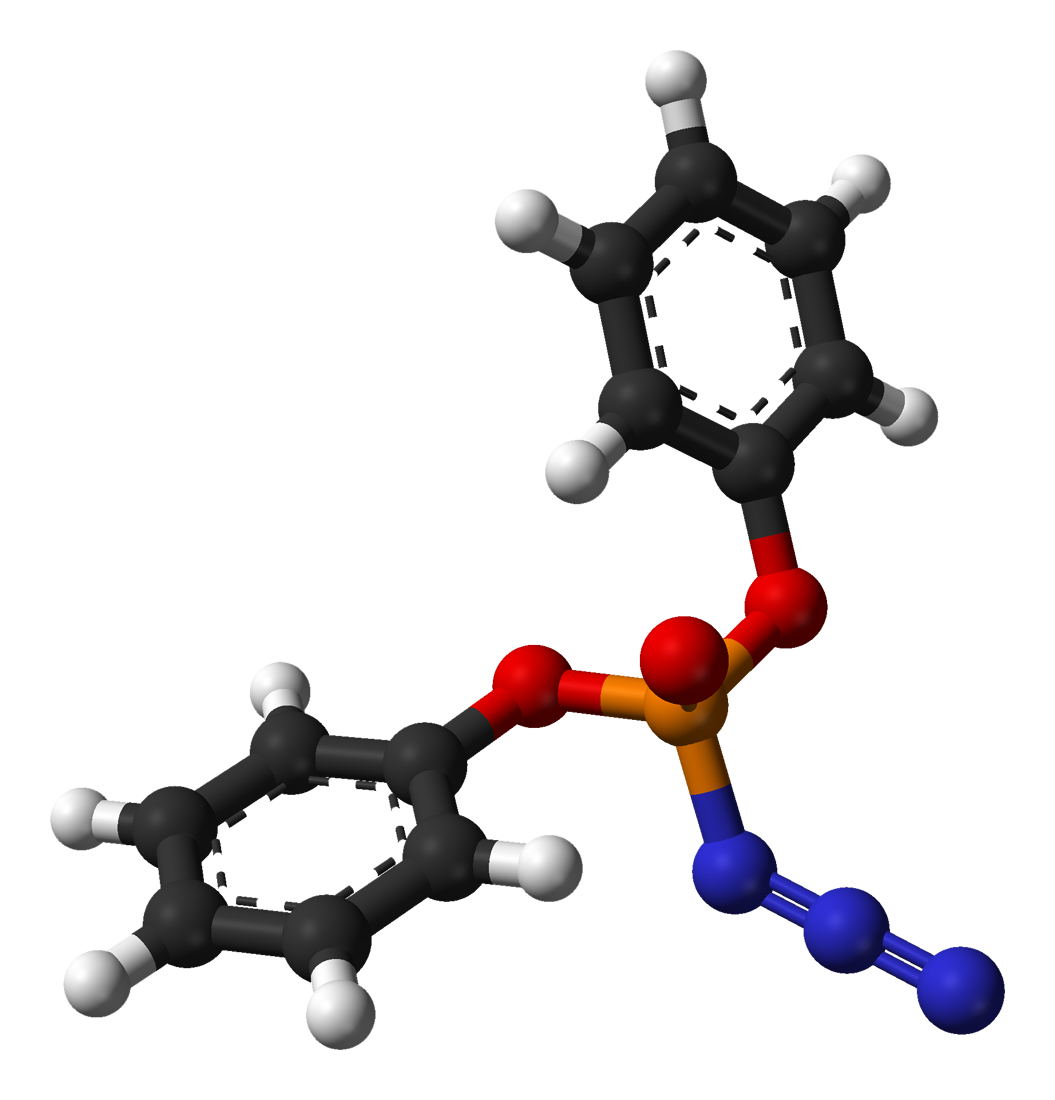
Difenilfosforil azide

L'azoturo acilico viene preparato dalla reazione di un cloruro acilico o di un'anidride con azoturo di sodio o trimetilsilil azoturo. Si può ottenere anche dal trattamento di un'acilidrazina con acido nitroso. L'azoturo acilico si può anche formare dalla reazione diretta di un acido carbossilico con difenilfosforil azide (DPPA).

## Meccanismo di reazione
Originariamente si credeva che il riarrangiamento di Curtius fosse un processo in due step, con la perdita di azoto gassoso per formare un acil nitrene, seguito dalla migrazione di un gruppo -R per dare l'isocianato. Tuttavia ricerche recenti indicano che la decomposizione termica avviene con un meccanismo concertato, con entrambi gli step di reazione che si verificano insieme, poiché è stata verificata l'assenza di sottoprodotti di inserzione o addizione al nitrene, che non sono stati né osservati né isolati. Calcoli termodinamici supportano la teoria del meccanismo concertato.

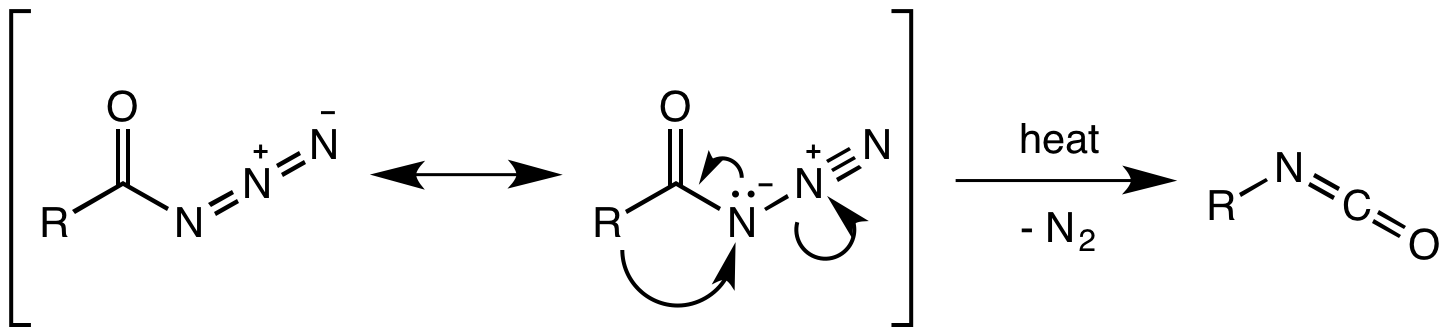
Meccanismo concertato del riarrangiamento di Curtius

La migrazione del gruppo -R avviene con piena ritenzione della configurazione. L'attitudine migratoria del gruppo -R può essere approssimativamente indicata nell'ordine: gruppo terziario > secondario ~ arilico > primario.

## Modifiche
Alcune ricerche hanno dimostrato che il riarrangiamento di Curtius è catalizzato sia da acidi di Brønsted sia di Lewis, attraverso rispettivamente, la protonazione, o la coordinazione dell'atomo di ossigeno del gruppo acilico. Per esempio, Fahr and Neumann dimostrarono che l'uso di trifluoruro di boro o tricloruro di boro come catalizzatori, riduce la temperatura di decomposizione necessaria per il riarrangiamento di circa 100 °C e permette un aumento della resa di isocianato in maniera significativa.

### Riarrangiamento fotochimico

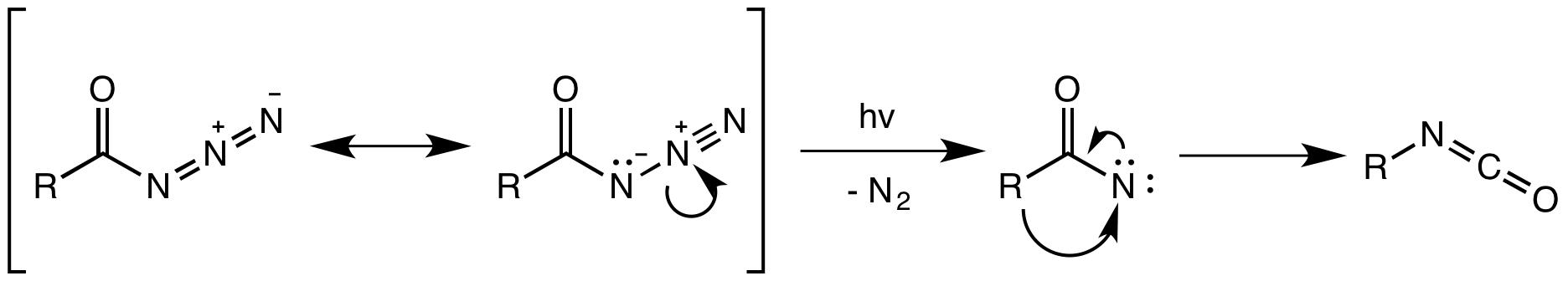
Meccanismo del riarrangiamento fotochimico di Curtius

La decomposizione dell'azoturo acilico è possibile anche per via fotochimica. Tuttavia il riarrangiamento fotochimico non presenta un meccanismo concertato, ma avviene tramite un intermedio nitrenico altamente reattivo, il quale può reagire in vari modi per formare sottoprodotti non voluti. Nell'esempio seguente il nitrene formatosi reagisce con il solvente, il cicloesano, e si forma N-cicloesilbenzammide come sottoprodotto.